# Foodora
Foodora — компания, производящая онлайн-доставку еды. Материнская компания — Delivery Hero. Была основана в Мюнхене (Германия) и в настоящее время ведет операционную деятельность в Швеции, Норвегии и Финляндии.

## История
Foodora была основана под названием Volo GmbH в Мюнхене в феврале 2014 года. После того, как 100% акций компании купил Rocket Internet она переехала в город Берлин. В июне 2015 года Foodora приобрела ряд компаний по доставке еды, в том числе Hurrieer (Канада), Suppertime (Австралия) и Heimschmecker (Австрия), все из которых продолжили работу под брендом Foodora. В сентябре 2015 года Rocket Internet продал 100% акций компании Delivery Hero. После покупки Foodora была объединена с компанией доставки Urban Taste, сохранив при этом бренд Foodora.
В декабре 2018 года голландская группа Takeaway купила всех операторов доставки еды у Delivery Hero, включая и Foodora Germany. 1 апреля 2019 года, после завершения сделки, Foodora GmbH официально стала принадлежать компании Lieferando, являющейся «дочкой» Takeaway.
Delivery Hero продолжил операционную деятельность бренда Foodora на других европейских рынках. По состоянию на 2021 год Foodora работает в скандинавских странах, включая Финляндию, Швецию и Норвегию. Генеральным директором компании является Ганс Скрувфорс.

## Деятельность
Используя веб-сайт Foodora либо одноименное мобильное приложение клиенты могут просматривать рестораны, которые находятся неподалеку от них, размещать и оплачивать свой заказ, а также проводить оплату. После этого заказ готовится рестораном, после чего по готовности передается курьеру Foodora (Foodsters), а затем доставляется клиенту в срок «примерно до 30 минут». Foodora предоставляет услуги по доставке продуктов питания как B2C так и B2B. В Германии Foodora испытывала сложности в работе, так как приходилось высоко оплачивать труд водителей — по ставке от 12 до 14 евро в час. В январе 2017 года сообщалось, что Foodora понесла убытки в размере 5-6 миллионов евро в месяц, при том, что компания активно пыталась снизить затраты и повысить эффективность. В Швеции Foodora оказалась популярной и начала быстро расти. Связано это с необходимостью клиентов в быстрой доставке продуктов питания. В 2021 году компания помимо стандартных продуктов питания начала доставлять фармацевтические препараты, электронику и многое другое.

## География
В настоящее время Foodora работает в 4 странах — Швеции, Норвегии, Чехии и Финляндии

### Бывшие направления
Ранее компания работала в Австралии, Австрии, Канаде, Франции, Германии, Италии и Нидерландах.

#### Австралия
Foodora пришла на австралийский рынок и стала работать в Сиднее, Мельбурне и Брисбене. В сентябре 2015 года Foodora приобрела локальный сервис доставки Company Cuppertime, позже повторно проведя его ребрендинг. 1 августа 2018 года Foodora объявила о завершении операционной деятельности в Австралии 20 августа 2018 года.

#### Канада
В июле 2015 года Foodora пришла на канадский рынок после приобретения компании Hurrier. Начала работать в Монреале в октябре 2015 года. Расширилась на Ванкувер в 2016 году. В начале 2019 года расширилась на Оттаву. 27 апреля 2020 года Foodora объявила, что завершает операционную деятельность в Канаде 11 мая 2020.

#### Нидерланды
Foodora завершила свою деятельность в Нидерландах 15 октября 2018 года. Она работала на рынке страны с 2015 года.